# وودرو ويلسون بار
وودرو ويلسون بار (بالإنجليزية: Woodrow Wilson Barr) هو عسكري أمريكي، ولد في 8 يونيو 1918 في كيسير في الولايات المتحدة، وتوفي في 7 أغسطس 1942 في تولاغي في جزر سليمان.